# Зоран Настић
Зоран Настић (Ниш, 25. јул 1948 — Београд, 2022) био је српски сликар, илустратор, историчар уметности и ликовни критичар.

## Биографија
Рођен је 25. јула 1948. у Нишу, где је завршио основну и средњу школу. Завршио је постдипломске студије историје уметности на Филозофском факултету Универзитету у Београду. Студирао је сликарство на Академији „Сладе” у Лондону.
Професионално се бавио сликарство од 1970. године. Поред самосталних учествовао је на многим колективним изложбама у земљи и иностранству. Излагао је на више од педесет самосталних и 450 групних изложби у Србији и иностранству. Дела му се налазе у домаћим и страним јавним колекцијама.
Био је слободни уметник и члан Удружења ликовних уметника Србије и Удружења ликовних уметника примењених уметности и дизајнера Србије. Поред сликарства се бавио ликовном критиком и илустрацијама. Живео је и радио у Београду где је и преминуо 2022. године.